# The Cincinnati Kid
The Cincinnati Kid (br: A mesa do diabo / pt: O aventureiro de Cincinnati) é um filme de drama Estados Unidos da América de 1965. Ele conta a história de Eric "The Kid" Stone, um jovem jogador de poker da era da Grande Depressão, quando ele procura estabelecer sua reputação como o melhor. Essa busca leva-o a desafiar Lancey "The Man" Howard, um jogador mais velho amplamente considerado como o melhor, culminando em um clímax final de poker entre os dois.
O roteiro, adaptado do romance de Richard Jessup, foi escrito por Ring Lardner Jr. e Terry Southern; ele foi o primeiro grande trabalho de estúdio de Lardner desde sua lista negra 1947 como um dos dez de Hollywood. O filme foi dirigido por Norman Jewison e estrelado por Steve McQueen no papel-título e Edward G. Robinson como Howard. Jewison, que substituiu diretor original Sam Peckinpah, pouco depois do início das filmagens, descreve The Cincinnati Kid como seu filme "patinho feio". Ele considera que o filme que lhe permitiu a transição dos filmes de comédia mais leves que ele vinha fazendo anteriormente e tomar filmes de assuntos mais sérios.
O filme recebeu críticas mistas dos críticos em seu lançamento inicial; atores coadjuvantes Robinson e Joan Blondell ganharam indicações a prêmios por suas performances.

## Elenco
| - Steve McQueen como Eric "The Kid" Stoner - Edward G. Robinson como Lancey "The Man" Howard - Karl Malden como Shooter - Ann-Margret como Melba - Tuesday Weld como Christian - Joan Blondell como Lady Fingers - Rip Torn como Slade - Theodore Marcuse como Felix - Midge Ware como Mrs. Slade | - Jack Weston como Pig - Cab Calloway como Yeller - Jeff Corey como Hoban - Milton Selzer como Sokal - Karl Swenson como Mr. Rudd - Émile Genest como Cajun - Ron Soble como Danny - Dub Taylor como o primeiro revendedor - Sweet Emma Barrett como o cantor de blues |

## Produção
The Cincinnati Kid foi filmado em locações em Nova Orleans, Louisiana, uma mudança a partir do original St. Louis, Missouri, cenário do romance. Spencer Tracy foi originalmente escalado como Lancey Howard, mas problemas de saúde o forçou a retirar-se do filme. Sam Peckinpah foi originalmente contratado para dirigir; produtor Martin Ransohoff o demitiu pouco depois do início das filmagens para "vulgarizar o filme." A versão de Peckinpah estava a ser filmado em preto-e-para dar ao filme uma sensação do período de 1930. Jewison desfeito a imagens em preto-e-branco, sentindo-se que foi um erro fazer um filme com as cartas de baralho vermelho e preto em tons de cinza. Ele fez silenciar as cores por toda parte, tanto para evocar o período e para ajudar a estourar as cores do cartão quando apareceram.
O filme apresenta uma música tema realizada por Ray Charles e uma breve aparição durante o filme de The Preservation Hall Jazz Band, com Emma Barrett como vocalista e pianista.

## Recepção
Após a sua libertação 1965, The Cincinnati Kid foi bem avaliado pela Variety, que escreveu "Martin Ransohoff construiu um tenso, produção bem acabada. Em Steve McQueen ele tem o delineador quase perfeito de papel-título. Edward G. Robinson é no seu melhor, em alguns anos, como o envelhecido, cruel Lancey Howard...." Howard Thompson do The New York Times called chamou o filme de um "drama respeitavelmente embalado", que é "estritamente para aqueles que apreciam pelo menos Pôquer aberto" e observa que o "filme empalidece ao lado de The Hustler, a que tem uma impressionante semelhança do tema e caracterização." Revista Time também notou as semelhanças com The Hustler, dizendo que "quase tudo sobre Cincinnati Kid lembra" do filme, mas fica aquém na comparação, em parte por causa do assunto:
Diretor Jewison pode colocar suas cartas na mesa, deixe sua câmera cortar totalmente suspensa aos rostos atentos dos jogadores, mas um tubarão piscina afundando um tiro complicado em um bolso lateral, sem dúvida, oferece mais variedade.  Kid também tem uma subtrama menos convincente. Longe da mesa, McQueen joga em uma loira (Tuesday Weld) e sobre a integridade do seu amigo negociante, Karl Malden. A pressão vem de um cavalheiro sulista convencionalmente vicioso (Rip Torn), cujos prazeres incluem uma amante Negra, uma gama pistola ao lado de sua sala de estar, e jogos de cartas fixas. Como esposa de Malden, Ann-Margret significa problemas de outro tipo, embora sua representação ingênua, uma mulher iníquo recorda a época em que a femme fatale usava couraças amarradas com teia de aranha. Até o momento todas as apostas estão em Cincinnati Kid parece segurar uma mão perdedora.
Uma análise retrospectiva publicada pelo New York State Writers Institute da Universidade do Estado de Nova Iorque em Albany também notou as semelhanças do filme que tiveram com The Hustler, mas, em contrapartida, disse "o realismo estilizado de The Cincinnati Kid, cor de sonho, e subtramas detalhados dar [o filme] uma complexidade dramática e auto-consciência de que The Hustler carece.

### Prêmios e indicações
Blondell foi apontada por sua performance como Lady Fingers com um prêmio do National Board of Review of Motion Pictures e uma indicação ao Globo de Ouro de Melhor Atriz Coadjuvante. Revista Motion Picture Expositor nomeado Robinson para seu Melhor Ator Coadjuvante Laurel Award.

## Home media
The Cincinnati Kid foi lançado em DVD Região 1 em 31 de maio de 2005. O DVD apresenta uma faixa de comentário do diretor Norman Jewison, comentário sobre cenas selecionadas do Celebrity Poker Showdown com os apresentadores Phil Gordon e Dave Foley e The Cincinnati Kid Plays According to Hoyle, um curta promocional que caracteriza o mágico Jay Ose.
Com o lançamento do filme em DVD, um crítico moderno disse que o filme "é tão hip agora como quando foi lançado em 1965" e outro citado McQueen como "esforço assistível como o Kid, proporcionando uma maestria no poder da presença de tela natural sobre diálogo" e Robinson "simplesmente fantástico". Autor sobre Pôquer Michael Wiesenberg chama The Cincinnati Kid "um dos maiores filmes de poker de todos os tempos."